# ملعب الديوانية
ملعب الديوانية هو ملعب متعدد الاستخدامات في الديوانية، العراق. يستخدم في الغالب لمباريات كرة القدم وهو الملعب الرئيسي لنادي الديوانية. الملعب يستوعب 5000 متفرج.